# دریاچه‌های کلیرواتر
دریاچه‌های کلیرواتر (انگلیسی: Clearwater Lakes)، با نام رسمی فرانسوی Lac Wiyâshâkimî (که پیش‌تر Lac à l'Eau Claire نامیده می‌شد)، و Allait Qasigialingat در زبان اینوکتیتوت، دو دریاچهٔ حلقه‌ای در سپر کانادا در استان کبک کشور کانادا و نزدیک خلیج هادسون هستند. نام فرانسوی این دریاچه‌ها گرته‌برداری از نام Wiyâšâkamî است که مردمان کری در شمال شرق کانادا به آن‌ها داده‌اند.

## دهانه‌های برخوردی
دریاچه‌های کلیرواتر در فرورفتگی‌های نزدیک به دایرهٔ دو دهانه برخوردی (ساختار برخوردی) فرسوده جای گرفته‌اند. قطر دهانه‌های خاوری و باختری به ترتیب ۲۶ کیلومتر (۱۶ مایل) و ۳۶ کیلومتر (۲۲ مایل) است. پیش‌تر باور بر این بود که دهانه‌ها سن یکسانی، ۲۹۰ ± ۲۰ میلیون سال (دوره پرمین)، دارند و در نتیجه ایدهٔ شکل‌گیری هم‌زمان آنها را تقویت می‌کرد.
اما تکرار آزمایش‌های تاریخ‌گذاری آرگون-آرگون بر روی سنگ‌های گداختهٔ برخوردی هر دو دهانه نشان می‌دهد که سن کلیرواتر خاوری ۴۶۰ تا ۴۷۰ میلیون سال، در دورهٔ اردویسین، و سن کلیرواتر باختری ۲۸۶٫۲ ± ۲٫۶ میلیون سال، در دورهٔ سیسورالین (پرمین پیشین) است.

## پارک ملی
ناحیهٔ گسترده‌ای از پیرامون دریاچه‌ها که دربرگیرندهٔ  خلیج ریچموند  (فرانسوی: Lac Guillaume-Delisle‎) و دریاچهٔ ایبرویل (فرانسوی: Lac D'Iberville‎) است، بخشی از پارک ملی Tursujuq به مساحت ۱۵٬۵۴۹ کیلومتر مربع (۶٬۰۰۴ مایل مربع) است که بزرگترین پارک ملی کبک بوده و در سال ۲۰۱۲ میلادی ثبت شد.